# Limbo (альбом Амине)
Limbo — второй студийный альбом американского рэпера Амине. Он был выпущен 7 августа 2020 года на лейблах CLBN и Republic Records. Альбом содержит гостевые участия от JID, Чарли Уилсона, Янг Тага, Slowthai, Винса Стейплса, Summer Walker и Injury Reserve.
С Limbo были выпущены три сингла: «Shimmy», «Riri», «Compensating». Альбом достиг 16 номера в чарте Billboard 200, достигнув 26,000 единиц, эквивалентных альбому в первую неделю.

## Синглы
Главный сингл альбома «Shimmy» был выпущен вместе с видеоклипом 26 февраля 2020 года. В клипе Амине исполняет песню в разных местах своего родного города Портленда, штат Орегон. «Riri» был выпущен 29 мая 2020 года, а музыкальное видео было выпущено 24 июня 2020 года после задержки, из-за участия Амине в марше Black Lives Matter в знак протеста против убийств Джорджа Флойда и Бреонны Тейлор. «Compensating» при участии Янг Тага была выпущен 6 июля 2020 года в качестве третьего сингла с альбома.

## Оценка
| Оценки критиков      | Оценки критиков |
| Источник             | Оценка          |
| -------------------- | --------------- |
| AllMusic             | [ 6 ]           |
| Clash                | 6/10            |
| Crack Magazine       | 7/10            |
| Entertainment Weekly | C+              |
| Paste                | 8.4/10          |
| Pitchfork            | 7.5/10          |
| Slant Magazine       | [ 12 ]          |
| AnyDecentMusic?      | 6.7/10          |
| Metacritic           | 75/100          |

Limbo получил в целом положительные отзывы. На Metacritic из 100 баллов альбом получил 75 на основе шести обзоров. Агрегаторы AnyDecentMusic? дали ему 6,7 из 10, основываясь на своей оценке.
Шелдон Пирс из Pitchfork подчеркнул изменение стиля Амине по сравнению с его предыдущим альбомом, заявив, что «он более прагматичен, внезапно озабочен созданием устойчивого наследия, и это новое отношение создает лучшую музыку в его карьере». Чарльз  Лайонс-Берт из Slant Magazine высоко оценил произведение Амине и написал: «Объединяя традиционную хип-хоп форму с нужным количеством современного трэп-энтузиазма, Limbo делает Амине если не следующим великим рэпером, то рабочей лошадкой поп-рэпа. Альбом доказывает, что он может идти в ногу со современниками, опираясь на историю жанра способами, на которых многие современные новаторы не обращают внимания». Кэндис МакДаффи из Paste сказала: «Хотя эта беззаботная натура доминировала в Good for You. В целом, Limbo принимает более экзистенциальный характер, поскольку Амине искренне интересуется, что будет после этого первоначального всплеска успеха». Николас-Тайрелл Скотт из Crack Magazine наслаждался альбомом, говоря: «Limbo научил Амине точно использовать свой голос».
Альбом также получил неоднозначные отзывы. Майк Миленко из Clash описал альбом как «пример талантливого артиста, не раздвигающего свои границы». В своей статье для Entertainment Weekly Эли Энис похвалил первые шесть треков, прежде чем отметить, что «во второй половине записи пластинка падает, так как мелодичные R&B композиции начинают сливаться воедино».

### Награды и номинации
| Публикация | Номинация               | Результат | Примечание |
| ---------- | ----------------------- | --------- | ---------- |
| Complex    | Лучшие альбомы 2020     | 37        | [ 15 ]     |
| Insider    | 20 лучших альбомов 2020 | 18        | [ 16 ]     |
| Uproxx     | Лучшие альбомы 2020     | 27        | [ 17 ]     |

## Коммерческий результат
Limbo дебютировал под номером 16 в американском чарте Billboard 200, заработав 26 000 единиц, эквивалентных альбому за первую неделю. Альбом также дебютировал под номером 10 в чарте US Top R&B/ Hip-Hop Albums, став первым альбомом Амине в нём.

## Список композиций
Адаптировано под Tidal.
| №                   | Название                                                       | Автор(ы)                                                                                               | Продюсер(ы)                                 | Длительность |
| ------------------- | -------------------------------------------------------------- | --- | ------------------------------------------- | ------------ |
| 1.                  | «Burden»                                                       | Adam Daniel Albert Tanner Lloyd McDonald Madison Stewart William Pulliam                               | Mac Wetha                                   | 3:31         |
| 2.                  | «Woodlawn»                                                     | Daniel Greg Sekeres James Maddocks Milan Modi                                                          | Yung Lan Sekeres Maddocks                   | 2:23         |
| 3.                  | «Kobe»                                                         | Daniel Irvin Mejia                                                                                     | Pasqué                                      | 0:39         |
| 4.                  | «Roots» (при участии JID и Чарли Уилсона)                      | Daniel Charlie Brown Destin Route George Smallwood Mejia Nathaniel Ritchie Parker Corey                | Corey Pasqué                                | 4:28         |
| 5.                  | «Can't Decide»                                                 | Daniel Tyler Williams Stewart                                                                          | T-Minus                                     | 2:53         |
| 6.                  | «Compensating» (при участии Янг Тага)                          | Daniel T. Williams Mejia Jeffery Williams                                                              | T-Minus                                     | 3:18         |
| 7.                  | «Shimmy»                                                       | Daniel Anderson Hernandez Mejia Matthew Samuels Nik Frascona OZ Robert Diggs Rook Monroe Russell Jones | Boi-1da Vinylz OZ Nik D Rook [a] Pasqué [a] | 2:14         |
| 8.                  | «Pressure in My Palms» (при участии Slowthai и Винса Стейплса) | Daniel Mejia Brenda Mensah Tyron Frampton Vince Staples                                                | Pasqué                                      | 3:58         |
| 9.                  | «Riri»                                                         | Daniel Mejia                                                                                           | Pasqué                                      | 3:02         |
| 10.                 | «Easy» (при участии Summer Walker)                             | Daniel Aaron Childs Jackuum Marlon Roudette Richard Oluwaranti Summer Walker                           | P2J Childs                                  | 3:31         |
| 11.                 | «Mama»                                                         | Daniel Mejia Stewart Odunayo Ekunbojeyo Phil Hotz                                                      | Pasqué                                      | 3:39         |
| 12.                 | «Becky»                                                        | Daniel Brown Mejia Stewart                                                                             | Aminé Pasqué                                | 3:41         |
| 13.                 | «Fetus» (при участии Injury Reserve)                           | Daniel Ari Balouzian Juliana Rowlands Ritchie Corey Stephan Groggs                                     | Corey                                       | 3:52         |
| 14.                 | «My Reality»                                                   | Daniel Hernandez Mejia Daniel Caesar Jahaan Sweet Stewart Maneesh Samuels                              | Maneesh Boi-1da Vinylz Sweet [a]            | 3:09         |
| Общая длительность: | Общая длительность:                                            | Общая длительность:                                                                                    | Общая длительность:                         | 44:05        |

| №                   | Название                                            | Автор(ы)                                                 | Продюсер(ы)          | Длительность |
| ------------------- | --------------------------------------------------- | -------------------------------------------------------- | -------------------- | ------------ |
| 15.                 | «Mrs. Clean»                                        | Daniel Jordan Jenkins                                    | Pi’erre Bourne       | 2:08         |
| 16.                 | «Zack & Cody» (при участии Valee)                   | Daniel Taylor Winfield Valee                             | Taycreations         | 2:08         |
| 17.                 | «Gelato»                                            | Daniel Amritivir Singh Leutrim Bequiri                   | Ambezza Byrd Finesse | 2:09         |
| 18.                 | «Talk» (при участии Saba)                           | Daniel Diego Mejia Nami Saba                             | Pasqué               | 2:13         |
| 19.                 | «Chicken» (при участии Toosii)                      | Daniel Mejia Naujour Grainger                            | Pasqué               | 2:25         |
| 20.                 | «Buzzin» (при участии the Unknown Mortal Orchestra) | Daniel Mejia Davon Jamison Nami Unknown Mortal Orchestra | Pasqué               | 3:40         |
| 21.                 | «Solid»                                             | Daniel Mejia Brown                                       | Pasqué               | 2:40         |
| Общая длительность: | Общая длительность:                                 | Общая длительность:                                      | Общая длительность:  | 61:28        |

Примечания
- ↑  дополнительный продюсер

## Участники записи
Адаптировано под Tidal.
Исполнители
- Амине – вокал
- Джак Найт – дополнительный вокал (8, 10, 15, 18)
- Bree Runway – дополнительный вокал (15)
- Джойс Райс – дополнительный вокал (15, 16, 20)
- Марч' Блэк – дополнительный вокал (16)
- Варли Уилсон – дополнительный вокал (18)
- Odie – дополнительный вокал (18)
- Дэниел Цезарь – дополнительный вокал (21)
- Барч Блэк – бэк-вокал (7)
- Мерна – бэк-вокал (8)
- Синг Харлем – бэк-вокал (8, 18, 20, 21)

Музыка
- Морнинг Эстарда – программирование (11)
- Сеан Пелан – струны (11, 14)
- Pasqué – программирование (13)

Техническая часть
- Давид накаджи – миксинг (1, 3, 8–21)
- Морнинг Эстарда – запись, миксинг (2, 4–7)
- Фил Холтз – запись (8, 11–14, 21)
- Сеан Пелах – запись (12)
- А. «Bainz» Бейнс – запись (13)
- P2J – запись (17)
- Summer Walker – запись (17)
- Ирвинг Гадоури – запись (18)
- Джон Бруингтон – помощник миксинга (8–12, 14, 15, 17, 18, 20, 21)
- Броди Минс – помощник записи (2, 4, 6–8, 11, 15, 16)
- Милан Бекер – помощник записи (1, 5, 8, 11–14, 16, 18, 19)
- Джарамиах Риос – помощник записи (17)
- Джейсон Паттерсон – помощник записи (17)

## Чарты
| Чарт (2020)                            | Высшая позиция |
| -------------------------------------- | -------------- |
| Австралия (ARIA)                       | 56             |
| Бельгия/Фландрия (Ultratop)            | 83             |
| Канада (Canadian Albums Chart)         | 28             |
| Ирландия (Irish Albums Chart)          | 45             |
| Новая Зеландия (RMNZ)                  | 24             |
| Швейцария (Schweizer Hitparade)        | 72             |
| Великобритания (UK Albums Chart)       | 70             |
| США (Billboard 200)                    | 16             |
| США (Billboard Top R&B/Hip-Hop Albums) | 10             |